# Detlef Grabert
Detlef Grabert (* 1943 in Rüdersdorf bei Berlin) ist ein deutscher Politiker. Von 1992 bis 1994 war er Mitglied des Brandenburgischen Landtags.

## Leben
Nach der Erweiterten Oberschule wurde er 1961 wegen staatsgefährdender Hetze zu eineinhalb Jahren Jugendhaft verurteilt. Nach Verbüßung seiner Haftstrafe war er zunächst als Hilfsarbeiter tätig, ehe er 1964 eine Lehre als Kfz-Handwerker begann. Anschließend erlangte er über die Volkshochschule sein Abitur und besuchte von 1969 bis 1972 die Meisterschule. Danach arbeitete er als Kfz-Handwerksmeister. Grabert ist verheiratet und hat zwei Kinder.

## Politik
Erste politische Erfahrung sammelte Grabert im Neuen Forum, dessen Landessprecher er war. Im November 1992 zog er als fraktionsloser Abgeordneter als Ersatz für Lutz Thormann (Bündnis 90) in den Brandenburgischen Landtag ein. Von April bis zu seinem Ausscheiden aus dem Landtag im Oktober 1994 war er Mitglied der dortigen Bündnis 90-Fraktion.
Bei der Bundestagswahl 2005 war Grabert für die FDP Direktkandidat im Wahlkreis Märkisch-Oderland – Barnim II.